# Liu Kan (general)
Liu Kan (chinês tradicional: 劉戡, chinês simplificado: 刘戡, pinyin: Liú Kān; 1906 – 3 de março de 1948) foi um general do Exército Nacional Revolucionário Chinês (KMT) da cidade de Taoyuan, província de Hunan, China.